# Limnophyes yakyefeus
Limnophyes yakyefeus är en tvåvingeart som beskrevs av Sasa och Suzuki 2000. Limnophyes yakyefeus ingår i släktet Limnophyes och familjen fjädermyggor. Inga underarter finns listade i Catalogue of Life.